# Llàtzer Florenza i Rifà
Llàtzer Florenza i Rifà (Sant Feliu de Guíxols, 25 de desembre de 1904 - Mataró, 13 de desembre de 1982) fou un futbolista català de les dècades de 1920 i 1930.

## Trajectòria
Nascut a Sant Feliu de Guíxols, amb només 14 anys debutà a l'equip de la seva localitat, l'Ateneu Deportiu Guíxols. Amb el club empordanès guanyà el Campionat de Catalunya de Segona Categoria l'any 1922. Aquest mateix any fou fitxat per l'Iluro SC de Mataró, on romangué fins al 1926, any en què ingressà al CE Europa per substituir al que fou gran porter del club Joan Bordoy.
Amb l'Europa disputà les tres primeres lligues espanyoles, entre 1928-29 i 1930-31. Aquesta darrera temporada el club europeista va perdre la categoria i posteriorment es fusionà amb el Gràcia FC, formant el FC Catalunya. Florenza començà la nova temporada amb el nou club, però poques setmanes després abandonà l'entitat per fitxar pel RCD Espanyol per les properes tres temporades. Les dues primeres temporades al club fou titular indiscutible, però la darrera ocupà el seu lloc una de les grans figures de la porteria blanc i blava, Albert Martorell. El 1934 abandonà el futbol professional acabant la seva carrera al FC Mataró primer i a l'Iluro SC finalment.

## Palmarès
AD Guíxols
- Campionat de Catalunya de Tercera Categoria (dit de Segona): 1
  - 1922

RCD Espanyol
- Campionat de Catalunya: 1
  - 1932-1933